# ماركوس أكونيا
ماركوس أكونيا (بالإسبانية: Marcos Acuña؛ مواليد 28 أكتوبر 1991) لاعب كرة قدم أرجنتيني يلعب ظهير أيسر في نادي إشبيلية الإسباني.

## الإنجازات
راسينغ كلوب
- دوري الدرجة الأولى الأرجنتيني: 2014

سبورتينغ
- كأس البرتغال: 2018–19
- كأس الدوري البرتغالي: 2017–18، 2018–19[4]

الأرجنتين
- كأس العالم: 2022[5]
- كوبا أمريكا: 2021[6]
- كأس الأبطال كونميبول–يويفا: 2022[7]

الفردية
- أكثر من صنع في دوري الدرجة الأولى الأرجنتيني: 2016–17
- فريق الموسم في الدوري الإسباني: 2021–22[8]

## وصلات خارجية
- ماركوس أكونيا على موقع الاتحاد الدولي (مؤرشف)  (الإنجليزية)
- ماركوس أكونيا على موقع الاتحاد الأوربي (الإنجليزية)
- ماركوس أكونيا على موقع قاعدة بيانات كرة القدم.إي يو (الإنجليزية)
- ماركوس أكونيا على موقع ليكيب (الفرنسية)
- ماركوس أكونيا على موقع ناشيونال فوتبول تيمز (الإنجليزية)
- ماركوس أكونيا على موقع Soccerbase.com (لاعب) (الإنجليزية)
- ماركوس أكونيا على موقع Soccerway.com (الإنجليزية)
- ماركوس أكونيا على موقع عالم كرة القدم.نت (الإنجليزية)
- ماركوس أكونيا على موقع AS.com (الإسبانية)

- نسخة محفوظة 3 مارس 2016 على موقع واي باك مشين.